# Werner Puttfarken
Werner Heinrich Puttfarken (* 9. September 1889 in Hamburg; † 17. Februar 1964 ebenda) war ein deutscher Schulleiter und Historiker.

## Leben und Wirken
Werner Puttfarken war der Sohn des Zollbeamten Erich Puttfarken. Er besuchte zunächst die Vorschule des Realgymnasiums der Gelehrtenschule des Johanneums in Hamburg und anschließend ein Gymnasium in Rostock. Ostern 1908 legte er am Matthias-Claudius-Gymnasium die Reifeprüfung ab und begann ein Studium der Klassischen Philologie, Geschichte und philosophischen Propädeutik. Puttfarkenn studierte von 1908 bis 1910 an der Universität München, 1910/11 an der Universität Berlin und 1911 bis 1913 an der Universität Kiel. Nachdem er die Lehramtsprüfung für höhere Schulen in den Fächern philosophische Propädeutik, Griechisch, Latein und Geschichte 1913 mit Auszeichnung abgelegt hatte, promovierte er am 7. November 1914 in Kiel mit der Schrift Das Asyndeton bei den römischen Dichtern der archaischen und klassischen Zeit bei Felix Jacoby. Aufgrund des Ersten Weltkriegs, an dem Puttfarken von Dezember 1914 bis Kriegsende als Soldat teilnahm, wurde die Promotion erst am 30. Dezember 1919 vollzogen.
Werner Puttfarken absolvierte von 1913 bis 1915 ein Anleitungs- und Probejahr an der Gelehrtenschule des Johanneums, wo er am 1. Juli 1918 zum Oberlehrer ernannt wurde. Kriegsbedingt nahm er diese Tätigkeit erst im Juni 1919 auf. Puttfarken unterrichtete zudem 1928/29 Geschichte am Heilwig-Gymnasium und 1929 bis 1932 Latein an der nach Elise Averdieck benannten Schule. 1928 vertrat er das Johanneum in einem Ausschuss zur Gestaltung der Lehrpläne für den Geschichtsunterricht und erstellte von 1929 bis 1933 ein Verzeichnis aller Schüler des Johanneums von 1529 bis 1802 mit dem Titel „Album Johannei“. Puttfarken wirkte im Verein für Hamburgische Geschichte mit und erstellte 1928 eine tabellarische Übersicht der Geschichte Hamburgs, die als Lehrmaterial genutzt werden konnte. Von Mitte 1935 bis Mitte 1937 war er Erster Vorsitzender der Patriotischen Gesellschaft.
Am 6. Januar 1933 wurde er zum Schulleiter des Johanneums gewählt und im Juli 1933 im Amt bestätigt. Puttfarken, der seit April 1933 Mitglied des Nationalsozialistischen Lehrerbunds und am 1. Mai 1933 in die NSDAP eingetreten war, galt als „politisch zuverlässig“. In der Juniausgabe 1933 der Zeitschrift Das Johanneum unterzeichnete Puttfarken ein Gelöbnis zum Nationalsozialistischen Staat mit. Von April 1934 bis September 1936 war er Ortsgruppenleiter der NSDAP sowie zwischenzeitlicher Blockleiter. Ab 1. Juli 1938 leitete er als Oberstudiendirektor dauerhaft die Schule.
Puttfarken agierte auffallend antisemitisch, vermutlich sowohl, um sich gegenüber den Behörden profilieren zu können, aber auch aufgrund seiner inneren Überzeugung. Er versuchte, die Anzahl der Schüler jüdischen Glaubens zu reduzieren und trat dabei aggressiv auf. Gegenüber der zuständigen Behörde beschwerte er sich mehrfach darüber, dass sich zu viele Nichtarier an der Schule befänden. Gleichzeitig lobte er die von ihm vorgenommenen antijüdischen Maßnahmen.
Ab 1936 engagierte er sich für den Studienrat Ernst Fritz, dem eine „staatsfeindliche Gesinnung“ unterstellt wurde. Nachdem er 1942 drei Schüler geschützt hatte, die Pfeile auf ein Bild Adolf Hitlers geschossen hatten, wurde er aus diesem Grund versetzt und zum 2. September 1942 Leiter des Realgymnasiums des Johanneums. Der eigentliche Grund für die Versetzung dürfte jedoch gewesen sein, dass damit eine angemessene Position für seinen Nachfolger Erwin Zindler frei wurde. Puttfarken wurde im Juni 1945 beurlaubt und drei Monate später vom Dienst suspendiert.
Von April 1947 bis zum Ruhestand zum 1. April 1955 arbeitete er als Studienrat an der Oberschule für Mädchen, anschließend unterrichtete er für weitere drei Jahre mit halber Stundenzahl. Im Rahmen der Entnazifizierung wurde er 1952 als „unbelastet“ eingestuft. Puttfarken erhielt daraufhin wieder den Titel und die Bezüge eines Oberstudiendirektors, nicht jedoch eine solche Funktion.

## Werner Puttfarken in der Literatur
Ralph Giordano beschrieb Werner Puttfarken in seinem Roman Die Bertinis unter dem leicht abgewandelten Namen „Pottferk“.